# صك وجه

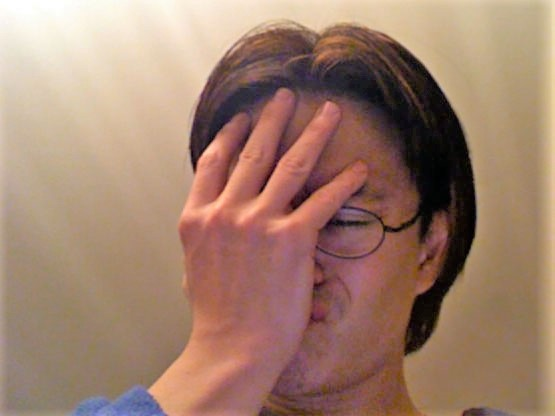
فيس بالم

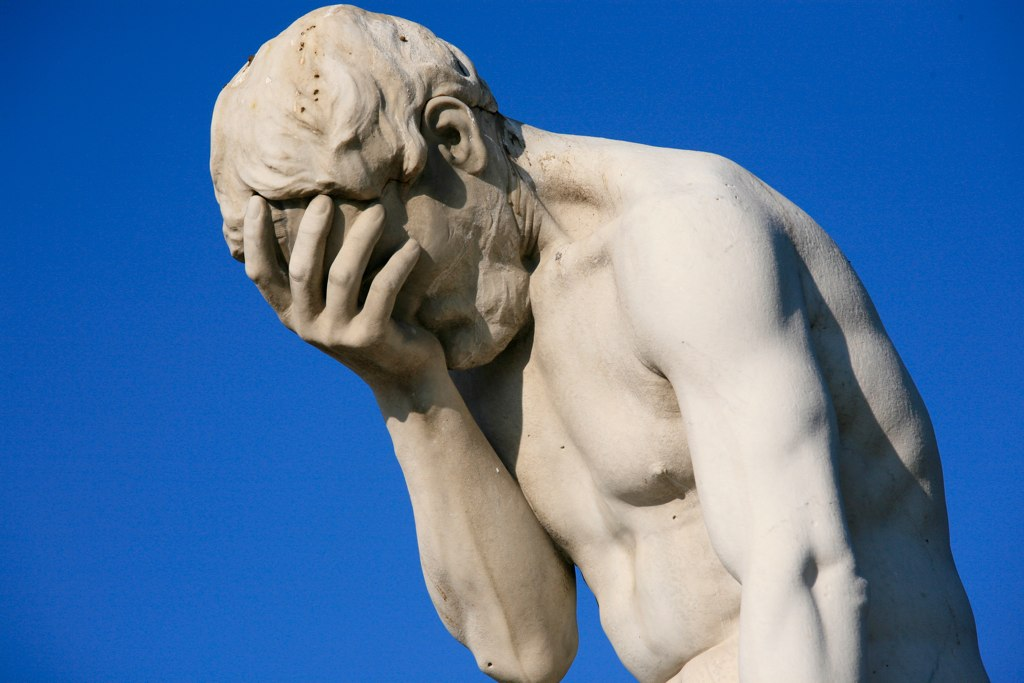
تمثال في بارس

صك الوجه (بالإنجليزية: Facepalm) هي انفعالة أو حركة بدنية مشهورة في شبكة الإنترنت تتضمن تغطية الوجه باليد للدلالةّ على الاستحياء أو الخيبة وأحياناً البغض أو على حالة الحزن عامةً وتستعمل أيضاً للجواب على السفاهة أو الكذب.